# Syntomidopsis variegata
Syntomidopsis variegata är en fjärilsart som beskrevs av Walker 1854. Syntomidopsis variegata ingår i släktet Syntomidopsis och familjen björnspinnare. Inga underarter finns listade i Catalogue of Life.